# Bono, Arkansas
Bono là một thành phố thuộc quận Craighead, tiểu bang Arkansas, Hoa Kỳ. Năm 2010, dân số của thành phố này là 2131 người.

## Dân số
- Dân số năm 2000: 1512 người.
- Dân số năm 2010: 2131 người.